# 三浦真奈美
三浦 真奈美（みうら まなみ）は、日本のライトノベル作家。日本推理作家協会会員。
1989年、『行かないで－If You Go Away』でコバルトノベル大賞を受賞しデビュー。
2001年時点で日本SF作家クラブ会員だったが、2024年10月時点では会員名簿に名前がない。

## 作品リスト
- 女王陛下の薔薇シリーズ(C★NOVELSファンタジア)
- 風のケアルシリーズ(C★NOVELSファンタジア)
- アグラファシリーズ(C★NOVELSファンタジア)
- 翼は碧空を翔けてシリーズ(C★NOVELSファンタジア)